# Miączynek (województwo mazowieckie)
Miączynek – wieś sołecka w Polsce położona nad Wisłą (567km) w województwie mazowieckim, w powiecie płońskim, w gminie Czerwińsk nad Wisłą.
W latach 1975–1998 miejscowość administracyjnie należała do województwa płockiego.
Przez Wieś przechodzi jeden z odcinków pieszego szlaku pielgrzymkowego św. Jakuba w Polsce .